# Гаитанарос, Георгиос
Георгиос Гаитанарос (греч. Γεώργιος Γαϊτανάρος, 1918 — 1987) — греческий шахматист.
Входил в число сильнейших шахматистов Греции первой половины 1950-х гг.
Чемпион Греции 1951, 1952 и 1953 гг. (первый многократный чемпион Греции, а также первый шахматист, которому удалось выиграть несколько чемпионатов страны подряд).
В составе сборной Греции участник шахматной олимпиады 1952 г. В этом соревновании выступал на 1-й доске. Сыграл 11 партий, в которых одержал три победы (над О. Вестолом, Г. Лорсоном и Ш. Дёрнером), сделал две ничьи (с Ф. Олафссоном и Э. Германом) и потерпел семь поражений.